# 二(三氟甲基)硒
二(三氟甲基)硒是一种有机硒化合物，化学式为(CF3)2Se。它可由三氟碘甲烷和硒反应制得，该反应还会产生少量的二(三氟甲基)二硒。它可以被一氟化氯或二氟化氙氧化为二(三氟甲基)二氟化硒。它与硫类似物不同，对水或碱的水溶液稳定，但是在100 °C下，它可以被氢氧化钾的醇溶液分解。